# Lago dell'Accesa
Il lago dell'Accesa (ant.te Lacus Lacchise) si trova nell'area di degradazione delle Colline Metallifere grossetane verso il golfo di Follonica, all'estremità meridionale del territorio comunale di Massa Marittima. Il lago, di origine carsica, dà vita al fiume Bruna, ed è caratterizzato da profondità variabili mediamente tra i 20 e i 40 metri circa; presenta la tipica flora lacustre, con arbusti e canneti che si sviluppano in prossimità delle sponde.

## Storia
Il lago era già conosciuto in tempi molto remoti.
Gli Etruschi si insediaronono già nel VI secolo a.C. nell'area del lago dell'Accesa, grazie alla presenza dei vicini giacimenti minerari di argento, piombo, materiali ferrosi ed oro, sebbene quest'ultimo in quantità piuttosto scarsa. Il distretto industriale etrusco si sviluppò sulla vicina area collinare: ancora oggi rimangono numerose tracce nel parco naturale, dove sono visibili anche alcune tombe e resti di edifici abitativi.
L'attività industriale proseguì anche nei secoli successivi, sia in epoca romana che oltre, concludendo il proprio ciclo ultrabimillenario nel corso del Settecento. Nelle località di Forni dell'Accesa e di La Pesta, ubicate all'interno del parco, si sono conservati i resti degli altiforni che testimoniano la passata attività siderurgica, legata all'industria estrattiva.
L'interruzione delle attività industriali coincise con l'inizio delle opere di bonifica settecentesche intraprese dai Lorena, che determinarono, tra l'altro, una notevole riduzione della superficie lacustre, a vantaggio di nuovi terreni ottenuti per le attività agricole, prevalentemente legate alla coltivazione del tabacco.

## L'area protetta: pSIC e SIR
L'area rientra nel SIR 105 “Lago dell'Accesa”, di 1.169,29 ettari, e nel pSIC omonimo (cod. SIC: IT51A0005): non sono presenti aree protette ai sensi della L 394/91 e LRT 49/95.
I principali elementi di criticità interni al sito di interesse regionale (SIR) sono: 
- Non è da escludere un modesto peggioramento della qualità dell'acqua, a causa di contaminanti e nutrienti di origine agricola.
- Carico turistico piuttosto elevato nella stagione estiva, soprattutto in relazione al suo utilizzo come luogo di balneazione.
- L'attività venatoria, non regolamentata, rende la zona umida scarsamente utilizzabile da parte dell'avifauna acquatica, in autunno e in inverno (le potenzialità del sito sono comunque piuttosto limitate).
- Possibilità d'incendi estivi.

Principali elementi di criticità esterni al sito:
- Disturbo legato alla vicina presenza di un asse stradale.

I principali obiettivi di conservazione del SIC sono:
1. Conservazione dell'ecosistema lacustre in buone condizioni di qualità e naturalità, favorendo la presenza di habitat diversificati, la ricchezza delle cenosi animali e vegetali e la salvaguardia delle specie di maggiore rilevanza (E).
2. Mantenimento di livelli elevati di eterogeneità del mosaico ambientale, con particolare riguardo alla conservazione/gestione degli habitat prioritari di prateria (M).
3. Conservazione/ripristino del popolamento ittico (livello d'importanza da definire).
4. Controllo di eventuali impatti significativi legati alle attività turistico-ricreative (M).
5. Regolamentazione dell'attività venatoria (B). Indicazioni per le misure di conservazione - Monitoraggio della qualità delle acque e delle comunità vegetali e animali (in termini di naturalità e biodiversità) del lago e definizione/attuazione delle misure di conservazione eventualmente necessarie (E). - Esame dello stato attuale degli ambienti agro-pastorali e delle tendenze in atto, definizione delle azioni necessarie per il raggiungimento degli obiettivi di conservazione di cui al punto 2 e, per non compromettere quelli di cui alla lettera a), adozione delle misure eventualmente necessarie (presumibilmente misure contrattuali per la gestione delle praterie) (E). - Interventi di riqualificazione delle formazioni vegetali igrofile circostanti il lago, ridotte in termini qualitativi/quantitativi dalle attività agricole (M).

## Territorio
Il Lago dell'Accesa è ubicato nella parte meridionale del territorio comunale di Massa Marittima, a circa 6 km a nord di Gavorrano, nella Maremma centro-settentrionale. Esso giace in una depressione subcircolare chiusa fra colline boscose con altitudini varianti fra circa 150 e 300 m s.l.m. 
Il lago rappresenta l'unico bacino naturale d'acqua dolce della parte nord della provincia di Grosseto e conserva aspetti di vegetazione e flora dulciacquicola di un certo rilievo, come nel caso dei popolamenti a Cladium mariscus e di specie igrofile come Rorippa amphibia, Cirsium monspessulanum, Orchis palustris, Epipactis palustris e altre. 
La vulnerabilità di molte specie degli ambienti umidi, determinata dalle innumerevoli manomissioni ambientali operate dall'uomo ai danni degli ecosistemi fluviali e lacustri, rende molto importante la conservazione di questo lago naturale dalle acque profonde, limpide e fredde.
La tipologia ambientale prevalente del SIR "Lago dell'Accesa" è il mosaico di aree agricole e pascoli, con boschi di leccio, stadi di degradazione a macchia e un lago naturale di origine carsica, alimentato da una sorgente sotterranea. Altre tipologie ambientali rilevanti Formazioni a dominanza di elofite (canneti), nelle aree marginali del lago, e vegetazione ripariale nell'alto corso del torrente Bruna.

## Geomorfologia
Il bacino idrografico del lago ha forma subcircolare e si sviluppa su una superficie di circa 4 km. Esso giace su varie litologie appartenenti alla serie Toscana, le più antiche delle quali appartengono al complesso del Verrucano ed affiorano nella parte orientale del bacino. Nei settori occidentali sono invece presenti i calcari cavernosi del Retico, che formano i rilievi di Poggio Lecceta e di Case Infernuccio.
Al margine meridionale del bacino sono presenti le argille scagliose alloctone delle Unità liguri di età Cretaceo- eocenica, che costituiscono i rilievi di Poggio Corbello e Podere Montino. Il lago ha una superficie di circa 14 ettari ed è impostato sui calcari cavernosi che ne determinano la natura carsica e la ragguardevole profondità di 37–38 m, anche se il livello delle acque è soggetto a marcate variazioni. Esso è alimentato principalmente da sorgenti che sgorgano all'interno del bacino (sorgenti dell'Accesa), mentre l'emissario è rappresentato dal fiume Bruna.
Le acque hanno reazione alcalina, sono oligotrofiche e piuttosto fredde: in profondità mantengono una temperatura costante di circa 7 °C.

## Flora
La notevole inclinazione delle sponde, che sprofondano rapidamente sotto le acque, non favorisce lo sviluppo di vere fasce di vegetazione elofitica né la presenza di popolamenti di idrofite radicanti. Inoltre la messa a coltura dell'area perilacustre ha cancellato quasi completamente la seriazione naturale della vegetazione in funzione dell'umidità del terreno, in particolare sul lato orientale e quello settentrionale.
Sulle sponde occidentali e quelle meridionali sono tuttavia ancora presenti aspetti di vegetazione igrofila e palustre di un certo interesse (ad esempio, Nymphaea alba, Ranunculus flammula, Potamogeton coloratus e Ludwigia palustris).
Lo specchio lacustre è bordato quasi completamente da una cintura di canneto a Phragmites australis che viene periodicamente tagliata facilitando l'ingresso di altre comuni specie igrofile come Calystegia sepium, Althaea officinalis e Humulus lupulus. Alla cannuccia si mescola il falasco (Cladium mariscus), che forma cospicui popolamenti soprattutto sul lato occidentale del lago.
Sugli argini rilevati, e quindi su terreno più asciutto, sono presenti fitocenosi a Molinia arundinacea e Cirsium monspessulanum. Quest'ultimo risulta abbondantissimo, producendo in luglio una vistosa fioritura.
Lungo le sponde sud-occidentali esiste anche un tipo di comunità legata a falda freatica elevata e terreni carbonatici permeabili, capace di tollerare periodi di disseccamento, con Scirpoides holoschoenus, Juncus conglomeratus e Dorycnium rectum. Ivi sono ancora presenti lembi di bosco igrofilo con salici, pioppi e frassino ossifillo (Fraxinus oxycarpa).
Il celebre naturalista senese Giorgio Santi, che visitò il lago nei primi anni dell'Ottocento, scrisse di aver osservato numerose specie che però recenti studi non hanno permesso di confermare, come la ninfea (Nymphaea alba), la zannichellia (Zannichellia palustris) ed alcune specie di brasche, piante interamente sommerse o con foglie galleggianti del genere Potamogeton. 
Da studi più recenti, tuttavia, è emerso che la flora del lago è ancora piuttosto ricca con circa 120 specie alcune delle quali di un certo rilievo conservazionistico e fitogeografico sia a livello regionale che nazionale. Le uniche idrofite recentemente osservate sono Potamogeton pectinatus e P. coloratus.
Oltre alla cannuccia di palude (Phragmites australis) e al falasco (Cladium mariscus), sulle sponde sono presenti diverse specie di giunchi (Juncus articulatus, J. bufonius, J. conglomeratus, J. effusus, J. inflexus, J. maritimus e J. subnodulosus) che crescono frammisti alle mazzesorde (Typha latifoglia e T. angustifolia), e a graminacee come Agrostis stolonifera e Calamagrostis epigejos.
Altre specie igrofile ivi presenti sono Linum maritimum, Valium palustre, Galium elongatum, Althaea officinalis, Thalictrum morisonii ssp. mediterraneum, Rorippa amphibia, Cirsium creticum e Ranunculus acris.
Ben rappresentata è la famiglia delle Cyperaceae, con Carex distans, C. otrubae, C. hirta, Cyperus flavescens, C. fuscus, C. longus, Cladium mariscus, Scirpoides holoschoenus, Schoenus nigricans e Schoenoplectus tabernaemontani.
Conservazionisticamente rilevante è anche l'abbondanza di Cirsium monspessulanum, un'asteracea igrofila del Mediterraneo occidentale considerata vulnerabile in gran parte delle regioni italiane. Infine è da porre in rilievo la presenza di due Orchidaceae sempre più rarefatte sull'intero loro areale e presenti in molte liste di piante protette, Epipactis palustris e Orchis palustris. Entrambe sono specie proprie di prati palustri che a causa della manomissione antropica degli ambienti umidi naturali risultano minacciate di estinzione in gran parte delle regioni italiane, Toscana inclusa.

## Fauna
Presenza di Elaphe quatuorlineata (cervone, Rettili).

### Ittiofauna
La fauna ittica di questo lago è molto compromessa in quanto composta quasi completamente da specie introdotte come persico trota, persico sole, persico reale, gambusia e Carpa erbivora(Ctenopharyngodon idella), chiamata anche Amur e comparsa negli anni novanta: la sua introduzione da parte di ignoti ha segnato la scomparsa degli erbai di Potamogeton che si estendevano lungo alcuni tratti di sponda e in alcune aree dei fondali del lago; queste creavano un luogo ideale per la riproduzione del luccio italico per i quali il lago era famoso fin dall'antichità. Con il diminuire degli erbai, distrutti dagli amur, nella seconda metà degli anni novanta i lucci hanno perso i luoghi di frega e radunatisi in alcune delle zone di acqua bassa del lago (con ramaie sommerse adatte ai suoi micidiali attacchi di caccia) sono stati letteralmente sterminati dalla sconsiderata azione di prelievo da parte degli uomini. Ciclicamente sono state introdotte trote iridee "pronta pesca" di allevamento delle quali restano probabilmente ancora oggi alcuni rari ed enormi esemplari nelle misteriose acque di questo lago di Maremma.

## Attività
La pesca sportiva nel lago dell'Accesa ha subito un notevolissimo decremento negli ultimi venti anni. Il lago era meta ricercata e famosa in tutta Italia da secoli per insidiare il luccio, più modernamente con le esche artificiali(spinning) e lo è stato fino al finire degli anni novanta prima della completa scomparsa del predatore autoctono. Altri predatori insidiabili ancora presenti sono i persici trota, che però non richiamano l'interesse del moderno bassfishing in quanto particolarmente difficili da insidiare da riva. Il carp fishing o pesca della carpa era molto praticata sul lago ma gli attuali divieti di navigabilità ne impediscono le necessarie manovre senza le quali, in un lago come quello dell'accesa, il moderno pescatore sportivo non può praticare detta disciplina. Il lago per la pesca sportiva risulta ad oggi privo di interesse e in pratica non frequentato dai pescatori eccezion fatta per qualche saltuaria presenza.

## Leggende
Si narra che la zona occupata attualmente dal lago originariamente fosse abitata da contadini, i quali coltivando l'area interamente a grano vivevano in totale disprezzo degli altri e di Dio. Il 26 luglio, giorno di Sant'Anna, i contadini stavano trebbiando il grano e dalle loro bocche uscivano imprecazioni contro Dio e contro i suoi santi. All'improvviso risuonò un forte boato, i carri dei contadini iniziarono a sprofondare nel terreno e l'acqua prese a sgorgare dal suolo. In brevissimo tempo l'intera zona fu coperta dall'acqua e i contadini sparirono inghiottiti nelle viscere della terra. La leggenda vuole che il giorno di Sant'Anna sia possibile sentire il muggito dei buoi e lo stridio delle ruote dei carri.